# Caza de brujas

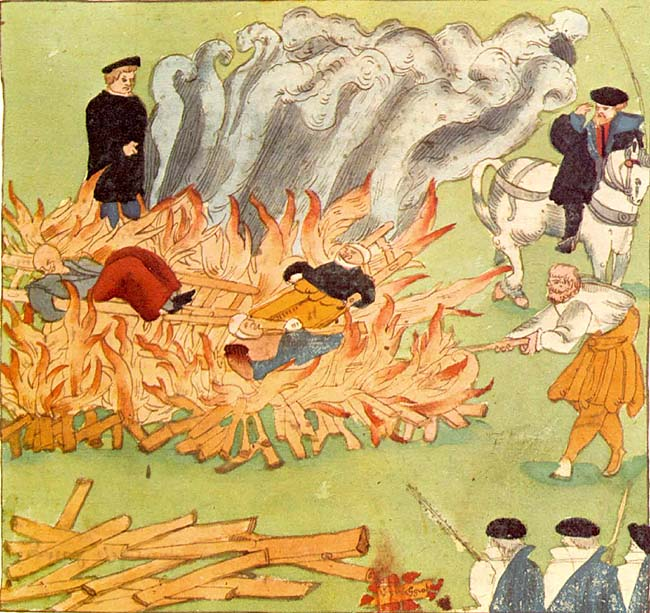
Quema de tres "brujas" en Baden, Suiza (1585), ilustración por Johann Jakob Wick

Se conoce como caza de brujas al fenómeno histórico sucedido principalmente en los pueblos germánicos, anglosajones y franceses entre el siglo XV y el siglo XVII, en el cual decenas de miles de personas, principalmente mujeres, fueron ejecutadas por practicar la brujería, incluyendo en ese término una amplia serie de actos y circunstancias, desde la medicina practicada por mujeres, la elaboración de brebajes y medicamentos, la adivinación y la magia, hasta conductas sexuales y sociales rechazadas por las autoridades religiosas, e incluso marcas en el cuerpo. El hecho también es conocido como quema de brujas, debido a que la hoguera era una de las formas habituales de ejecución de las personas condenadas por brujería.
En el mundo hispano, la caza de brujas fue insignificante en España;  en Sudamérica (virreinato del Perú) nadie fue condenado a muerte por brujería entre los siglos xvi a xix y en Centro- y Norteamérica (Nueva España), los casos fueron muy pocos.  En la Europa del este, incluyendo Polonia y Rusia, también fue un fenómeno insignificante.
El término se usa hoy metafóricamente para referirse a la persecución de un enemigo percibido (habitualmente un grupo social no conformista) de forma extremadamente sesgada e independiente de la inocencia o culpabilidad real. Otras persecuciones masivas de la brujería, antiguas y presentes, han recibido el mismo sobrenombre.

## Antecedentes: magia, adivinación, hechicería y brujería en el mundo antiguo y medieval
La magia, la brujería y en general la invocación de fuerzas y seres sobrenaturales para obtener determinados resultados, está presente en la cultura humana desde sus mismos inicios y aún sigue presente en prácticamente todas las culturas actuales. Desde muy antiguo las diversas culturas establecieron castigos para las personas a las que se atribuía causar daños mediante la invocación de fuerzas y seres sobrenaturales, como sucedía con la llamada magia negra. Tanto en el Código de Hammurabi (la prueba del agua) de Babilonia, como en el Antiguo Egipto se castigaba a los magos malignos. Sin embargo, nunca se llegó a una persecución masiva de presuntas brujas.
Muchas culturas, tanto antiguas como modernas, han reaccionado de forma puntual a las acusaciones de brujería con miedo supersticioso o religioso, y han castigado, o incluso asesinado, a los presuntos practicantes. Diversos pueblos nativos de regiones como Europa, Asia, la América anterior y posterior a la conquista europea, África y Oceanía creen o han creído que chamanes, brujos, sacerdotes, nigromantes, y en general individuos con supuestos poderes pueden provocar o invocar a seres sobrenaturales, diabólicos o demoníacos, para causar daños a distancia. En algunas de estas culturas toda desgracia, enfermedad o muerte es atribuida a los dioses, al diablo, a los demonios, o al mal causado por un tercero (brujo). 
La Biblia, sobre todo el Antiguo Testamento, prohíbe la magia y la adivinación: «No realizaréis adivinación ni magia» (Levítico 19:26) y establece la pena de muerte para los magos: «Los magos no los dejarás vivir» (Éxodo 22:18). Esta formulación fue traducida en género femenino por Lutero, de forma gramaticalmente correcta, como «Las magas no las dejarás vivir». La palabra "brujo" no aparece en la Biblia, pero ello no evitó que los teóricos de la brujería usaran estas menciones como prueba de su existencia y para su persecución.
En otros lugares de la Biblia, encuentros con magos y adivinadores se relatan de forma algo más positiva. El rey Saúl busca consejo en la Bruja de Endor (I Samuel 28,5-25), a pesar de que él mismo había prohibido la adivinación, por su desesperación ante los filisteos. En cambio, los Reyes Magos que rinden homenaje al niño Jesús (Evangelio de Mateo 2,1-2) no son realmente hechiceros o adivinos; el original griego utiliza la palabra magi, que en ese entonces designaba más bien a sabios y científicos, más que a brujos. 
Los magos, nigromantes y brujos habían existido en toda Europa, Asia y África sin ser perseguidos. Su magia era considerada magia blanca y no una herejía. El Código Teodosiano promulga, por primera vez, una ley en contra del ejercicio de la magia, en 429. En 534, el segundo Código de Justiniano prohíbe consultar a los astrólogos y adivinos por ser una «profesión depravada». El Concilio de Ancira o Concilio de Elvira, en 306, declara que matar a través de un conjuro es un pecado y la obra del demonio. El Concilio de Laodicea solicita, en 360, la excomunión de todo aquel que practique la brujería o la magia.
La Iglesia primitiva en general no participa en estas persecuciones, aunque ya la Iglesia primitiva rechazaba las prácticas y el pensamiento de la brujería al verlos como una superstición (Canon episcopi).
Los germanos, antes de su conversión al cristianismo, conocían la quema de los magos que realizaban encantamientos perjudiciales. Tras su conversión, el Concilio de Paderborn del año 785 castigaba tanto la creencia en brujas como su persecución: 

Quien, cegado por el Demonio, cree como los paganos que alguien es una bruja y come a personas, y la queme por ello o deja comer su carne por otros, será castigado a pena de muerte. [cita requerida]

Carlomagno lo validó con una ley, probablemente relacionada con las prácticas paganas de los sajones, contra los que el rey luchaba en la década de los años 80 del siglo VIII.
En Hungría se refieren a ellas en latín como strigis, y a principios de la Baja Edad Media, el rey Colomán de Hungría (1095-1116) sancionó en una de sus recopilaciones de leyes un artículo que rezaba: "De strigis vero, quae non sunt, nulla quaestio fiat" ("Sobre las brujas, ya que éstas no existen, no se harán pesquisas indagando por ellas")[cita requerida]. Además de con las supuestas brujas, los posteriores monarcas húngaros fueron de hecho en extremo flexibles con los judíos, cumanos y uzbecos musulmanes, así como con las otras etnias (croatas, serbios y eslovacos) que habitaban dentro de las fronteras del reino, respetando sus idiomas y particularidades culturales.

## Aparición en Europa de la palabra “bruja” (sigloXIV)
En Alemania se encuentran las constancias más antiguas de la aparición de la palabra "bruja" (hexe). En Suiza la palabra “bruja” aparece en los Frevelbücher (Libros de delitos) de la ciudad de Schaffhausen a finales del siglo XIV (1368/87), como ha demostrado Oliver Landolt. En Lucerna aparece la palabra por primera vez en 1402.

## El inicio de la caza de brujas (sigloXV)
El proceso de caza de brujas más conocido y difundido en la literatura de Occidente es el fenómeno generalizado que ocurrió en la Europa Central a inicios de la Edad Moderna. Base para la persecución masiva de mujeres (y menos frecuentemente también niños y hombres e incluso animales) por la Iglesia y sobre todo por la justicia civil, fue la idea, extendida entre teólogos y juristas, de una conspiración del Demonio para acabar con la Cristiandad. Como ha destacado Michel Porret, «desde el final de la Edad Media, los  demonólogos teorizan esta figura de la bruja, enemiga del género humano, capaz de interceder por el mal, encarnación del pecado original. Ahora bien, durante la caza de brujas, nadie fue nunca detenido en flagrante delito de sabbat. Ni caldero ni escoba figuraron como pruebas. Ningún juez vio el vuelo nocturno de las brujas. Sin embargo, según la gramática pecaminosa del desorden social, del miedo del mal y del crimen de lesa majestad para Jean Bodin (De la démonomanie des sorcier, 1580), los crímenes "detestables" imputados a los satánicos bajo tortura justifican su expiación penal por el fuego y la soga».
La «caza de brujas», un término que fue acuñado mucho después, comienza en el siglo XV, más concretamente entre los años 1420-1430. Es en ese momento cuando se extiende la creencia de que ha aparecido un nuevo enemigo de la Cristiandad: la brujería, que se diferencia de la hechicería tradicional por la intervención del diablo, de ahí que también sea conocida en francés como hechicería o brujería demoníaca (sorcellerie démoniaque en francés, a diferencia del inglés o del castellano, existe una única palabra, sorcellerie, para designar tanto a la brujería como a la hechicería). Como ha destacado Martine Ostorero, a partir de ese momento «las brujas son el nuevo chivo expiatorio de la Cristiandad, después de los herejes, los leprosos y los judíos». De hecho en algunos documentos se les llama los «nuevos herejes» y el tratado Flagellum haereticorum fascinariorum de Nicolas Jacquier los denomina «encantadores heréticos». Son la nueva encarnación del mal que hay que extirpar para purificar la Cristiandad ―son herejes; idólatras, en tanto que demonólatras; y apóstatas, en cuanto que reniegan de Dios y blasfeman―, y esa es la justificación de su persecución. Son una «nueva secta de apóstatas y de infieles», afirma el tratado La Vauderye de Lyonois escrito para combatirla por los dominicos de Lyon hacia 1440. En el Traité contre le crime de vauderie del canónigo de Tornai Jean Taincture, escrito hacia 1465, se considera a los brujos como más execrables que los herejes, los musulmanes o los paganos.

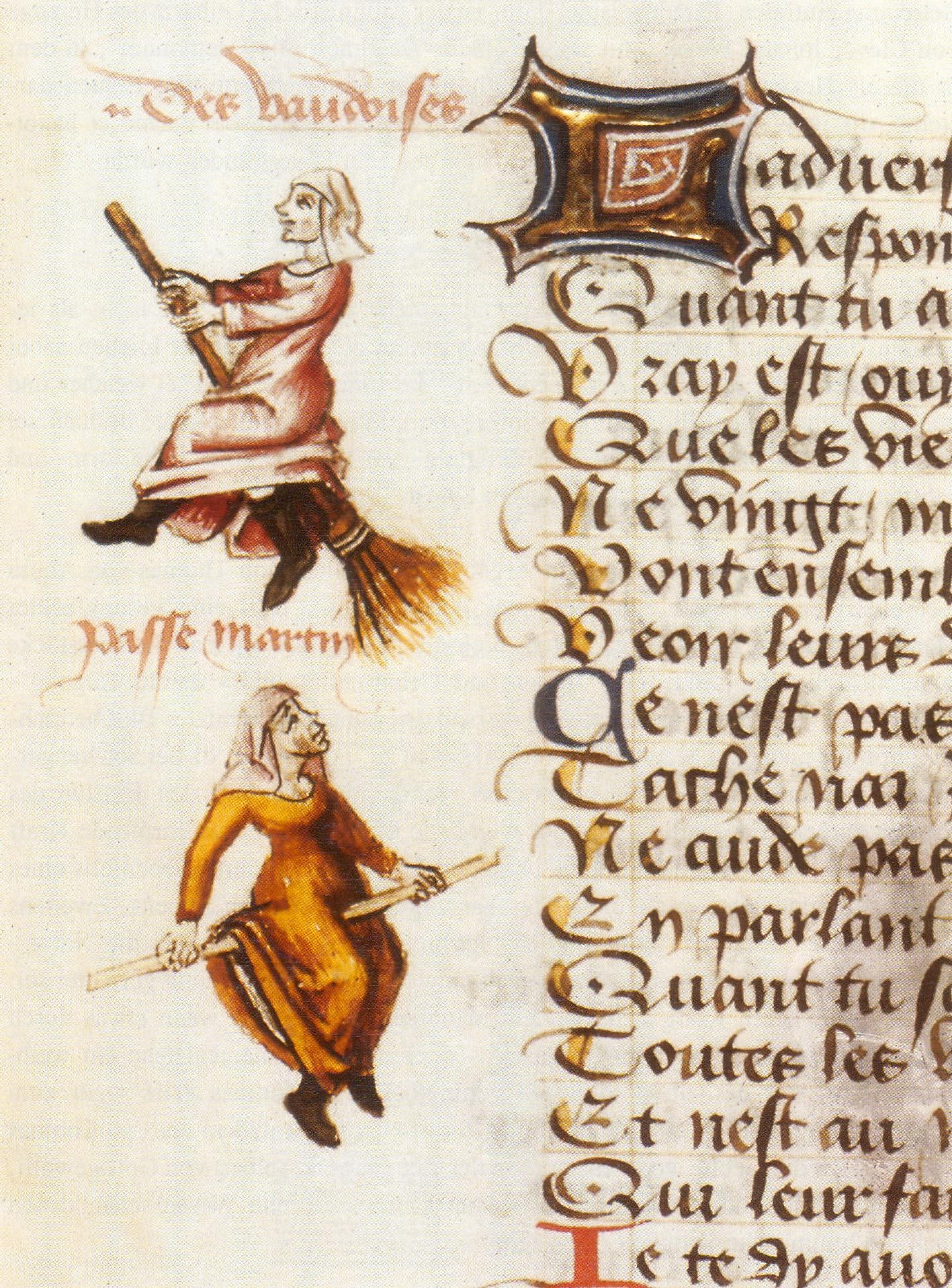
Vuelo de las brujas de Vaud (Suiza). Miniatura en un manuscrito de Martin Le France, Le champion des dames, 1451. Es la primera mención que hay documentada sobre la creencia de que las brujas vuelan en escobas.

Según Martine Ostorero, el comienzo de la caza de brujas hay que relacionarlo con una nueva concepción del Diablo que se desarrolla en la Cristiandad latina como consecuencia de la crisis económica, social y cultural provocada por la Peste Negra y de la crisis religiosa que trajo consigo el Cisma de Occidente. «Todo eso hace que Satán ya no sea pensado como el tentador que instiga malos pensamientos o posee a las personas: a partir de ese momento, él interviene físicamente, realmente, en el mundo por medio de la seducción de fieles para construir una antisociedad en el seno de la Cristiandad, una anti-Iglesia y un reino del diablo sobre la tierra; peligros a combatir».
Así, los brujos o las brujas son definidos por la adoración al diablo y por el hecho de que su objetivo es perjudicar a la sociedad cristiana. «Los documentos judiciales y los tratados describen una secta adoradora del diablo, que profana en una anti-Iglesia los sacramentos cristianos y que comete los sacrificios más infames como matar y comerse a los niños ―una acusación ya lanzada contra los judíos—», afirma Martine Ostorero. Las miniaturas medievales representan escenas del sabbat en el que las brujas y los brujos aparecen adorando al diablo, metamorfoseado en macho cabrío, con el que copulan y celebran un banquete nocturno en el que se bebe, se baila y se comen niños. Este estereotipo aparece ya completamente elaborado hacia 1430. En ese año un cronista de Lucerna relataba que en el cantón de Valais se había perseguido en 1428 a más de cien hombres y mujeres que iban a elegir un rey entre ellos para derrocar a la Cristiandad.
El principal elemento de la caza de brujas es la delación, pues se trata de actuar contra un grupo clandestino (de hecho imaginario). Los curas y los predicadores, además de advertir del peligro de la brujería, alientan a los habitantes de cada localidad a que delaten al vecino del que crean que es responsable por sus hechizos de algún mal que les haya afectado ―la pérdida de ganado, la muerte de un niño, la cosecha destruida por una helada, etc.―. Los denunciados, como mínimo por tres personas o como resultado de un rumor público ―la mala fama permite abrir un procedimiento―, son entregados al Tribunal de la Inquisición integrado por un inquisidor papal y un representante del ordinario local (en general el obispo). Entonces son interrogados bajo tortura para que confiesen su crimen y para que delaten a sus pretendidos cómplices.
El proceso podía durar desde varios días a varios meses, durante los cuales el acusado permanecía en prisión. Al considerarse la brujería un crimen de lesa majestad ―una forma por parte de los príncipes de afirmar su justicia y su poder―, los condenados son quemados en la hoguera, siendo ejecutada la sentencia por las autoridades civiles porque los hombres de la Iglesia lo tienen prohibido. Se les condena preferentemente a la hoguera porque así el castigo no es solo físico, sino también espiritual, ya que el condenado privado de sepultura no podrá participar en el juicio final. Según las investigaciones más recientes, en las regiones más afectadas por la caza de brujas en aquella época ―las estribaciones de los Alpes y de los Pirineos, junto con algunas poblaciones del Ducado de Borgoña― entre el 40% y el 70% de los procesados fueron condenados a muerte. En unas regiones fueron procesados más hombres que mujeres, mientras que en otras ocurrió al contrario, por lo que, según Martine Ostorero, «en el siglo XV la caza de brujas no puede ser considerada como un feminicidio: ninguna condena fue pronunciada por una cuestión de género».

## La caza de brujas en la Europa moderna
La llamada caza de brujas por excelencia se llevó a cabo a comienzos de la Edad Moderna sobre todo en la Europa Central. Se basaban en la denuncia a supuestos seguidores de la llamada ciencia de las brujas. La persecución de 1450–1750 (con un máximo entre 1550 y 1650) era solo en parte una acción eclesiástica contra la herejía, principalmente se trataba de un fenómeno de histeria colectiva contra la magia y la brujería, que convirtió la magia en un delito y tuvo como consecuencia recriminaciones, denuncias, procesos públicos en masa y ejecuciones.
Investigaciones recientes muestran que solía sospecharse de brujería en mujeres viejas y en las personas socialmente más débiles. A menudo bastaban rumores o denuncias para poner en marcha la maquinaria judicial, que llevaba a conseguir confesiones falsas a través de la tortura.
De parte de las iglesias católica y protestantes hubo críticas aisladas a la caza de brujas: Johannes Brenz, Johann Matthäus Meyfart, Anton Praetorius, Friedrich von Spee.
Silvia Federici (Italia, 1948), en su libro Caliban y la bruja defiende la teoría según la cual "La caza de brujas está relacionada con el desarrollo de una nueva división sexual del trabajo que confinó a las mujeres al trabajo reproductivo" y en concreto con los inicios del capitalismo que requería acabar con el feudalismo y aumentar el mercado de trabajo, eliminando la agricultura de subsistencia y cualquier otra práctica de supervivencia autónoma ligada en ocasiones a tareas agrícolas en terrenos comunales. Federici sostiene que la irrupción del incipiente capitalismo fue "uno de los periodos más sangrientos de la historia de Europa", al coincidir la caza de brujas, el inicio del comercio de esclavos y la colonización del Nuevo Mundo. Los tres procesos estaban relacionados: se trataba de aumentar a cualquier coste la reserva de mano de obra.
Durante el siglo de las Luces aparecieron historiadores europeos que acusaban a la Iglesia y a la Inquisición de la caza de brujas porque las persecuciones habían sido en nombre de Dios y habían sido sacerdotes quienes inventaron la imagen de la bruja maléfica. Autores católicos, posteriormente, reivindicaron el papel de la Iglesia aduciendo que la creencia en las brujas no fue una invención de la Iglesia y que fue la justicia de los príncipes la que había asesinado a miles de hombres y mujeres con la acusación de brujería. La controversia se mantiene.
Al comienzo la caza de brujas fue dirigida por los tribunales eclesiásticos, es decir, los jueces inquisidores, pero en el siglo XVI estos son reemplazados por los tribunales laicos, o sea, los jueces civiles.
No fue sino hasta 1657, cuando ya habían muerto miles de personas, que la Iglesia condenó las persecuciones, en la Bula Proformandis.

### La imagen de la bruja
A finales de la Edad Media empezó a configurarse una nueva imagen de la bruja, que tiene su principal origen en la asociación de la brujería con el culto al Diablo (demonolatría) y, por lo tanto, con la idolatría (adoración de dioses) y la herejía (desviación de la ortodoxia). Si en fechas anteriores los principales interesados en el castigo de los delitos de brujería habían sido los propios convencidos de la existencia de brujos, que sufrían directamente sus supuestas acciones maléficas, una vez que se estableció la relación de la brujería con el culto diabólico pasó a ser un asunto de interés directo tanto para la Iglesia del reino, encargada de mantener la ortodoxia, como para las autoridades civiles.[cita requerida]
Aunque el primer proceso por brujería en que están documentadas acusaciones de asociación con el Diablo tuvo lugar en Kilkenny, Irlanda, en 1324-1325, solo hacia 1420-1430 puede considerarse suficientemente consolidada la imagen de la bruja presente en la inmensa mayoría de las "cazas de brujas" de la Edad Moderna en Europa[cita requerida]. Aunque existen variantes regionales, pueden ser descritas una serie de características básicas, reiteradas tanto en las actas de los juicios como en la abundante literatura culta sobre el tema que se escribió en Europa durante los siglos XV, XVI y XVII.
Se atribuía a los acusados de brujería un pacto con el diablo. Se creía que al concluir el pacto, el Diablo marcaba el cuerpo del brujo o bruja, y que una inspección detenida del mismo podía permitir su identificación como hechicera. Mediante el pacto, la bruja o brujo se comprometía a rendir culto al Diablo a cambio de la adquisición de algunos poderes sobrenaturales. Entre estos poderes estaba, lógicamente, la capacidad de causar maleficios de diferentes tipos, que podían afectar tanto a las personas como a elementos de la naturaleza; en numerosas ocasiones, junto a estos supuestos poderes se consideraba también a las brujas capaces de volar (en palos, animales, demonios o con ayuda de ungüentos), e incluso el de transformarse en animales (preferentemente lobos y gatos). No todos los teólogos de la época creyeron en la realidad física de los vuelos y metamorfosis de brujas y brujos: algunos los atribuían a ilusiones o ensueños inducidos por el Diablo. 
Según estas creencias, las brujas y brujos acudían en determinadas fechas a reuniones nocturnas denominadas "aquelarres", o más generalmente "sabbats", a las que se desplazaban en ocasiones por medios ordinarios y otras veces de forma sobrenatural. En los aquelarres tenían lugar ceremonias que eran básicamente una inversión sacrílega de aspectos de la liturgia cristiana, reinaba la promiscuidad sexual y se realizaban actividades repulsivas (las acusaciones más frecuentes eran las de infanticidio y canibalismo infantil). El Diablo (descrito de muy diferentes formas: a veces con forma humana, pero también frecuentemente de macho cabrío u otro animal) era adorado por las brujas y brujos (con ceremonias como el llamado "osculum infame"), y a veces se unía sexualmente en orgías.
No todos los acusados de superstición y brujería eran mujeres, pero se consideraba a la mujer más inclinada al pecado, más receptiva a la influencia del Demonio, y, por tanto, más proclive a convertirse en bruja. El concepto de brujería en la Edad Moderna tenía un fuerte carácter misógino[cita requerida].
Este estereotipo negativo de la bruja tiene estrechos puntos de contacto con las imágenes igualmente negativas adjudicadas históricamente a herejes y a judíos. Muy revelador es el nombre de "sabbat" (el sábado hebreo) para designar las reuniones de brujas.
De gran significado era la idea de una confabulación de brujas. De la transformación de prejuicios que se había tendido contra los judíos durante siglos, se formó la imagen de una «Synagoga Satanae», Sinagoga de Satanás, que más tarde se llamaría sabat de las brujas o aquelarre. Se pensaba que se trataba de una reunión orgiástica en la que se escarnecía a Dios y a su Iglesia. La misma existencia de la Cristiandad estaría amenazada por esta secta de brujas.

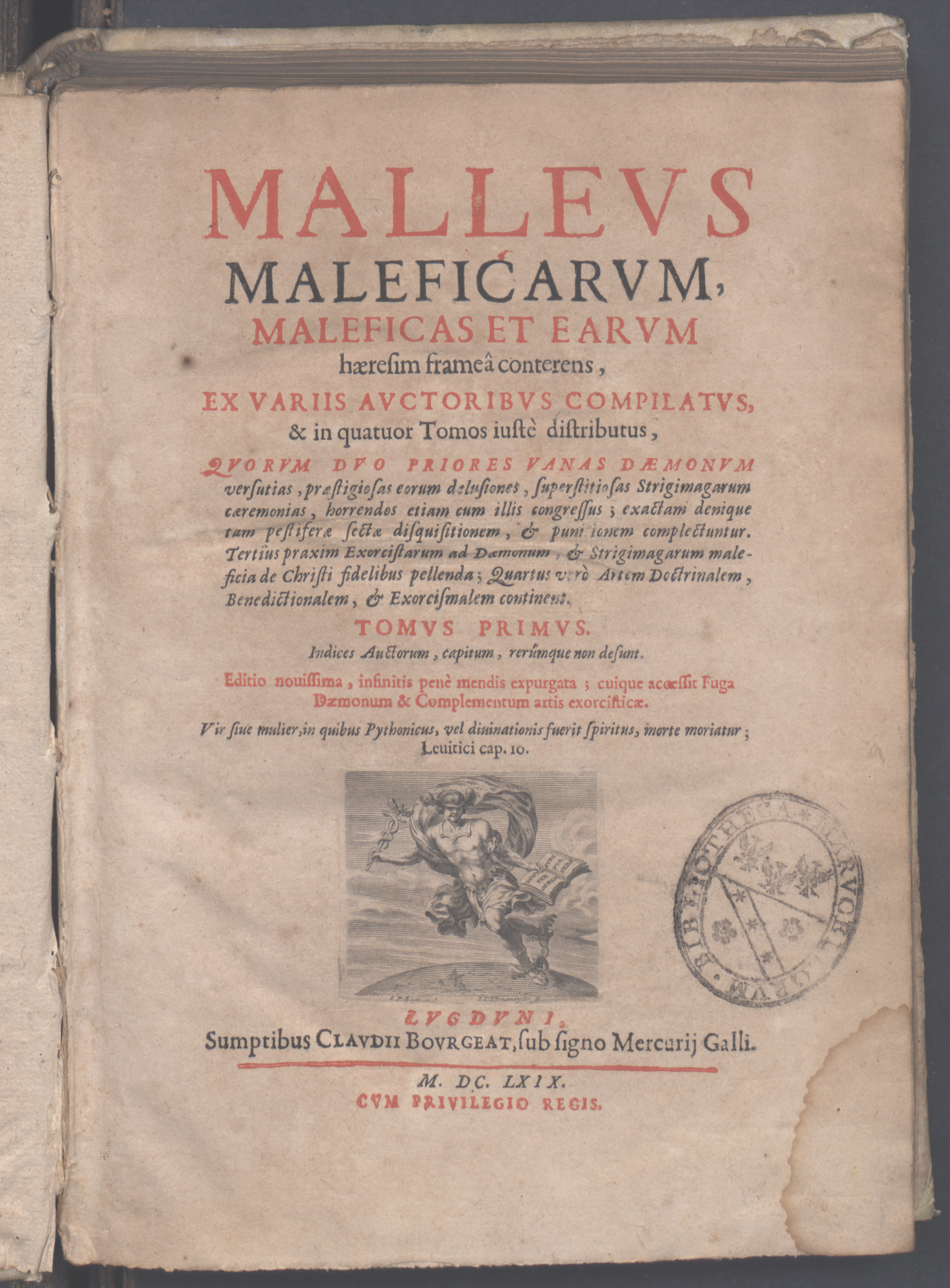
Portada del Malleus maleficarum en una edición de 1669.

Este concepto de brujería se difundió por toda Europa mediante una serie de tratados de demonología y manuales para inquisidores que se publicaron desde finales del siglo XV hasta avanzado el siglo XVII. El primero en alcanzar gran repercusión, gracias a la reciente invención de la imprenta, fue el Malleus Maleficarum ("Martillo de las brujas", en latín), un tratado filosófico-escolástico desapasionado y racional publicado en 1486 por dos inquisidores dominicos, Heinrich Kramer (Henricus Institoris, en latín) y Jacob Sprenger. El libro no solo afirmaba la realidad de la existencia de brujos y brujas, conforme a la imagen antes mencionada, sino que afirmaba que no creer en brujas era un delito equivalente a la herejía: «Hairesis maxima est opera maleficarum non credere» (La mayor herejía es no creer en la obra de las brujas). El Malleus maleficarum llegaría a ser el manual más utilizado en la caza de brujas en los Estados católicos del Sacro Imperio Romano Germánico. 
El Malleus maleficarum explicaba que la mayoría de los hechiceros eran mujeres porque la superstición se encontraba ante todo en las mujeres, y la mayor cantidad de los brujos eran del sexo frágil porque las mujeres eran más crédulas, más propensas a la maliginidad y embusteras por naturaleza.
El estereotipo de la bruja como una mujer mayor, que vuela en una escoba acompañada por un gato, que participa en aquelarres nocturnos adorando al diablo, que forma parte de un grupo clandestino que realiza sacrificios humanos y ritos sacrílegos y que conoce todo tipo de pociones mágicas y maleficios se remonta a la antigüedad. Los cristianos fueron acusados de realizar este tipo de actos en la época del Imperio Romano: durante el siglo II fueron acusados de celebrar reuniones clandestinas en las cuales degollaban niños y mantenían relaciones sexuales no convencionales y adoraban animales. En otras épocas fueron los judíos los acusados de practicar este tipo de aquelarres. Siempre se trataba de grupos minoritarios vistos con malos ojos por la mayoría y los gobernantes. El Malleus maleficarum era un compendio de todas estas fantasías. Las brujas, en su gran mayoría mujeres, eran allí acusadas de ser responsables de todos los males de la sociedad.
Gran importancia tuvo también el Tractatus de Hereticis et Sortilegiis, publicado en 1524 por Paolo Grillandi.

### La bulaSummis desiderantes
En un decreto papal del 5 de diciembre de 1484, la bula Summis desiderantes affectibus, reconoció la existencia de las brujas, derogando así el Canon Episcopi de 906 donde la Iglesia sostenía que creer en brujas era una herejía.

Esta bula papal contra la brujería redactada por Heinrich Institoris en 1484 y firmada por el papa Inocencio VIII, la Summis desiderantes, solo tuvo una influencia duradera en los territorios católicos, pero fue apoyada y aceptada por las demás iglesias occidentales: luteranos, reformados, anglicanos y puritanos. Solo las iglesias orientales no participaron en la caza de brujas.
Durante el siglo XV la Inquisición se dedicó a quemar más herejes que brujas y cuando los Estados feudales se organizaron como monarquías independientes del papa, el poder punitivo se trasladó de la Inquisición a los jueces laicos de estas monarquías, quienes continuaron la tarea de la Iglesia de quemar brujas hasta el siglo XVIII.
Los efectos del Malleus Maleficarum se esparcieron mucho más allá de las fronteras de Alemania, causando gran impacto en Francia e Italia, y en menor grado en Inglaterra. Los cálculos de la cantidad de mujeres quemadas como brujas es difícil de establecer, como se explicará más adelante.
La Iglesia católica prohibió en 1657 las persecuciones a brujas en la bula Pro formandis.

### La definición del delito de brujería
El delito de brujería tomó su forma definitiva en Francia gracias fundamentalmente a la obra de Jean Bodin De Demonomanie des Sorciers editada en París en 1580 y en la que se determina que los brujos y brujas son culpables de quince crímenes: renegar de Dios; maldecir de Él y blasfemar; hacer homenaje al Demonio, adorándole y sacrificando en su honor; dedicarle los hijos; matarlos antes de que reciban el bautismo; consagrarlos a Satanás en el vientre de sus madres; hacer propaganda de la secta; jurar en nombre del Diablo en signo de honor; cometer incesto; matar a sus semejantes y a los niños pequeños para hacer cocimiento; comer carne humana y beber sangre, desenterrando a los muertos; matar, por medio de venenos y sortilegios; matar ganado; causar la esterilidad en los campos y el hambre en los países; tener cópula carnal con el Demonio.

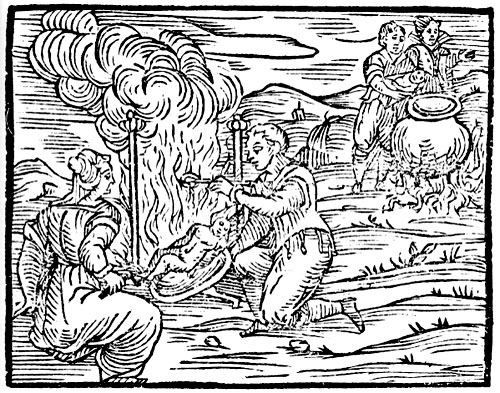
Grabado del Compendium maleficarum (1608) de Francesco Maria Guazzo que muestra la preparación del banquete del sabbat.

Dos años después, Pierre Grégoire publica un tratado en el que compendia las leyes civiles y eclesiásticas sobre la brujería y da noticia de la caza de brujas llevada a cabo en el Languedoc donde en el año 1577 fueron quemados cuatrocientos brujos y brujas. Pero los que acabaron de perfilar el delito de brujería fueron tres jueces civiles. El primero, Nicolas Rémy, publicó en Lyon en 1595 su experiencia como magistrado en el ducado de Lorena que durante los quince años que actuó allí, entre 1576 y 1591, mandó quemar a unas novecientas personas, acusadas de ser brujos o brujas. El segundo fue Henri Boguet, "gran juez de la ciudad de Saint Claude", que escribió un libro en 1602 en el que cuenta su actuación en la zona del Jura, y en el que describía cómo descubría a los brujos buscando señales características en sus cuerpos o en sus cabezas, que mandaba rapar, y a los que no dudaba en aplicar la tortura para que confesaran. El tercer juez fue Pierre de Lancre que mandó quemar a unas ochenta brujas en el país del Labourd, en el país vasco francés, y cuya actuación tuvo sus consecuencias al otro lado de la frontera con el famoso proceso de las brujas de Zugarramurdi, y que también publicó su experiencia en dos libros muy famosos.
Tratadistas de otras partes de Europa también contribuyeron a la definición del delito de brujería. Destacan el flamenco Peter Binsfeld, que en 1591 publicó Tractatus de confessionibus maleficorum et sagarum; el castellano Martín del Río con su Disquisitionimum magicarum libri sex publicado en 1599 —según Julio Caro Baroja, "da una versión del Sabbat, tomando elementos de aquí y allá, citando ora a Rémy, ora a Binsfield mismo, ora a los inquisidores antiguos franceses e italianos, etc."—; y el milanés Francesco Maria Guazzo con su Compendium maleficarum.

### La posición de Lutero frente a la caza de brujas
Lutero, Zuinglio y Calvino estaban convencidos de la posibilidad del pacto con el Diablo, de copular con el Demonio y de la magia negra, y apoyaban la persecución judicial de magos y brujas.
La afirmación del Antiguo Testamento «los brujos no deberás dejar con vida» tenía toda la validez para Lutero. La cuestión está clara en su prédica del 15 de mayo de 1526 sobre la frase en la que muestra su profundo rechazo al mal de la brujería y justifica el implacable enjuiciamiento de las mujeres sospechosas:

Es una ley muy justa que las brujas sean muertas, porque producen muchos daños, lo que ha sido ignorado hasta el presente, pueden robar leche, mantequilla y todo de una casa... Pueden encantar a niños... También pueden generar misteriosas enfermedades en la rodilla, que el cuerpo se consuma... Daños los producen al cuerpo y alma, dan pociones y encantamientos, para generar odio, amor, tormentas y destrozos en las casas, en el campo, que nadie puede curar... Las magas deben ser ajusticiadas, porque son ladronas, rompedoras de matrimonios, bandidas, asesinas... Dañan de muchas formas. Así que deben ser ajusticiadas, no sólo por los daños, sino también porque tratan con Satanás.

Lutero era un claro partidario de la pena de muerte para la magia negra, con un fuerte acento misógino. En su prédica del 6 de mayo de 1526, Lutero afirma cinco veces «deben ser ajusticiadas». Sin embargo, Lutero no era un cazador de brujas celoso.
Innumerables teólogos, predicadores y juristas luteranos se refirieron más tarde a las contundentes afirmaciones de Lutero. Hasta la actualidad existen referencias a la brujería y a la magia en el Catecismo Menor de Lutero y en el Catecismo de Heidelberg.

### Desarrollo de los procesos
La persecución contra la brujería se realizaba, al contrario que en el caso de la Inquisición, por juzgados civiles y en muchos casos por denuncias populares. Un ejemplo conocido es el de la madre de Johannes Kepler, que fue acusada de brujería en una zona alemana protestante por una vecina en 1615 a causa de una disputa entre ambas. Estuvo presa más de un año, amenazada de tortura, pero fue finalmente liberada gracias a los esfuerzos del hijo.
Los procesos en caso de brujería se hacían según el siguiente sistema:

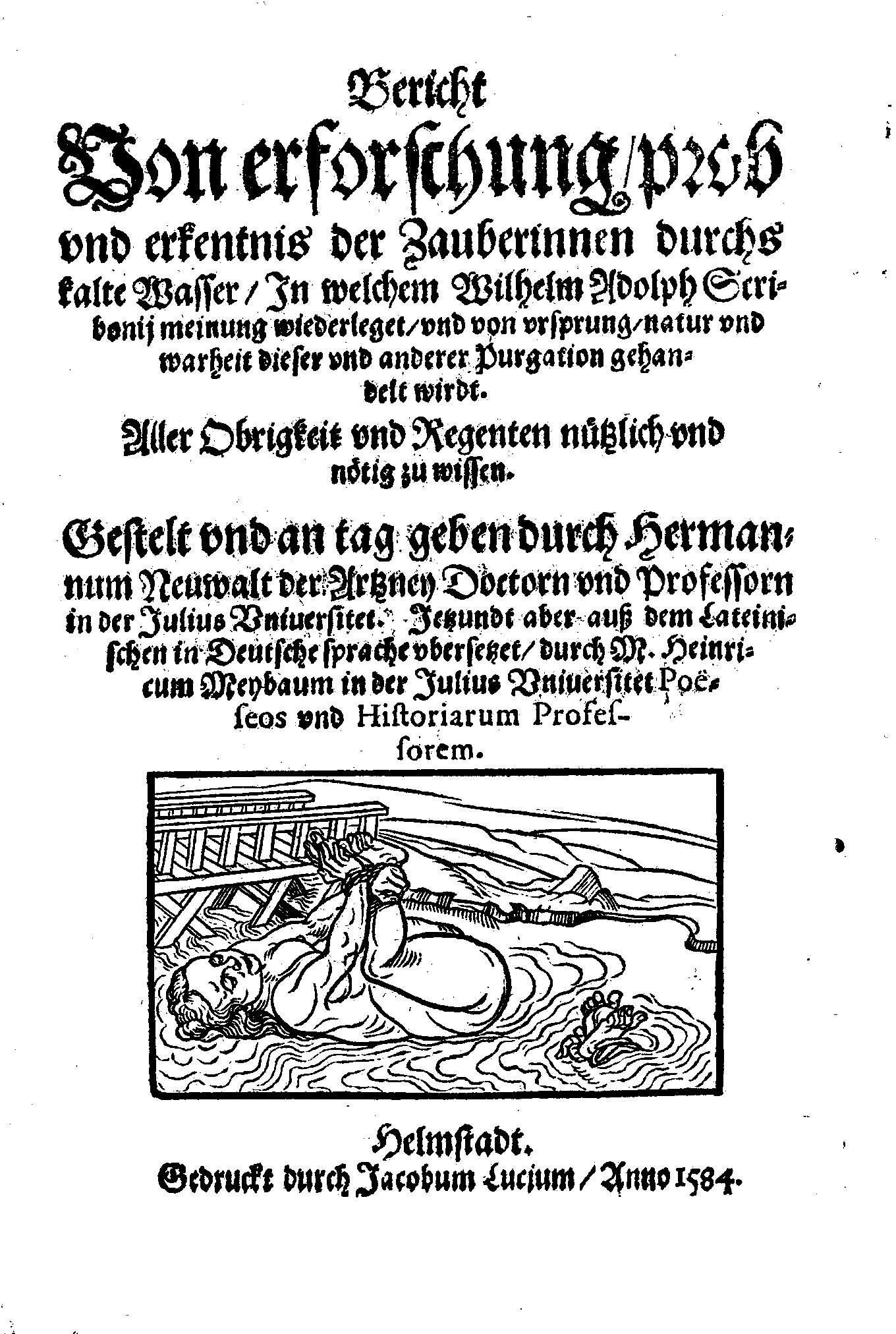
Prueba del agua, portada del escrito de Hermann Neuwalt, Helmstedt, 1581.

1. Acusación. A menudo precedía a la acusación una fase de rumores que podía durar años. La acusación podía ser debida a una denuncia de una bruja o brujo que ya había sido detenido, posiblemente bajo tortura. Rara vez se permitía a las presuntas brujas una defensa.
2. Detención. Las cárceles, en el sentido moderno, todavía no existían, por lo que se mantenía a los presos en mazmorras o torres. Las llamadas torres de brujas, que todavía se conocen en muchos lugares, no eran exclusivamente para brujos, sino para todo tipo de prisioneros. A menudo eran simples torres de las murallas de la ciudad.
3. Interrogatorio. Normalmente se distinguían tres fases: el interrogatorio por las buenas, el interrogatorio con explicación y muestra de los instrumentos de tortura y el interrogatorio doloroso, en el que se empleaba la tortura. En los casos de procesos por brujería, la limitación a una hora no era respetada, ya que se trataba de crimen exceptum (crímenes excepcionales), lo que exigía una dureza especial. A menudo se utilizaban las empulgueras, la rueda, el potro y la bota española. Tampoco se respetaba la regla habitual de que solo se podía torturar a un preso tres veces y, si hasta ese momento no se había producido una confesión, liberar al preso. En el Malleus maleficarum se recomendaba declarar la retoma ilegal de la tortura con pruebas nuevas como una continuación.
4. Pruebas a las brujas. Los procesos oficiales no preveían las pruebas de brujas, de hecho estaba prohibido su uso. Sin embargo, muchos tribunales en diversos lugares usaron este elemento. La valoración de las pruebas era tan distinta como su empleo. A veces servían como prueba fuerte, a veces como prueba débil. Las siguientes son las más conocidas:
  - Prueba del agua (judicium aquae, también llamada baño de la bruja), de la que existían dos variantes. Con agua caliente, el acusado debía sacar un objeto del agua hirviendo. Con agua fría, se descendía a la víctima atada a un pozo y si se hundía resultaba inocente (proceso en el que podía morir ahogada).
  - Prueba del fuego (empleada rara vez) agrupa a diversas pruebas en las que la bruja o brujo tenía que andar sobre o transportar hierro candente o meter la mano en el fuego.
  - Prueba de la aguja. Si se encontraba una marca del Demonio, se pinchaba con un hierro. Si la zona sangraba se consideraba buena señal.
  - Prueba de las lágrimas, puesto que se creía que quien ejercía la brujería no podía llorar.
  - Prueba del peso, porque se afirmaba que una bruja o brujo no podía pesar más de 5 kg, ya que tenía que poder flotar (prueba del agua) y volar.
5. Confesión. A comienzos del Renacimiento, nadie podía ser juzgado sin confesión – lo que también era válido para los casos de brujería. Pero, debido a que se ignoraban las habituales reglas durante la tortura, la probabilidad de obtener una confesión se multiplicaba enormemente con respecto a los procesos normales.
6. Interrogatorio para obtener cómplices. Según la ciencia de la brujería, las brujas debían encontrarse en aquelarres y por lo tanto una bruja debía conocer a otras. En un segundo interrogatorio se preguntaba a las acusadas por los nombres de otras brujas o brujos, a veces bajo nuevas torturas. Así se alargaba siempre más la lista de sospechosas, ya que, bajo tortura, siempre se acusaba a más personas. El resultado eran procesos en cadena.
7. Condena.
8. Ajusticiamiento. Al delito de brujería le correspondía muerte por fuego, es decir, la hoguera, en la que eran quemadas vivas. A veces, como acto piadoso se consideraba la decapitación o ahorcamiento previo y quemar el cadáver, o colgar un saco de pólvora al cuello.

### Procesos célebres
- En Francia, un caso muy representativo es el conocido como el de "los demonios de Loudun" (1634), en el cual el sacerdote Urbain Grandier fue acusado de brujería por las monjas ursulinas del convento de Loudun, localidad cercana a Poitiers. En este caso hubo claras motivaciones políticas, ya que Grandier era un conocido opositor al cardenal Richelieu. El acusado murió en la hoguera tras haber sido torturado.

- Otro caso en Francia fue el de Juana de Arco. Acusada de brujería por oír angelicales voces en su cabeza y tener visiones, supuestamente enviadas por el mismo Dios, o por algunas vírgenes o santos. Juana no fue solamente acusada de herejía, sino también de blasfemia (por negar ser una bruja), y travestismo, puesto que, estando presa en una torre en Ruan, los ingleses la despojaron de sus ropas, la violaron y la obligaron a vestirse con una armadura. Luego llamaron a uno de los que cuidaba su celda y le dijeron que Juana había hecho aparecer la ropa de hombre con ayuda demoníaca.

- En Inglaterra, las persecuciones de brujas más famosas fueron las llevadas a cabo por Matthew Hopkins en los condados de Suffolk y Essex, entre los años 1644 y 1646, en plena Guerra Civil Inglesa. Se calcula que Hopkins envió a la muerte a unas 200 mujeres.

- En las colonias inglesas de América (futuros Estados Unidos), alcanzó gran celebridad el caso de las "brujas de Salem" (1692), que se saldó con la ejecución de 25 personas, en su mayoría mujeres. Este caso fue llevado al teatro por el dramaturgo Arthur Miller en su obra Las brujas de Salem, o en inglés, The Crucible (1957).

- En el Friul, en el norte de Italia, tuvieron lugar entre los años 1575-1580 varios procesos por brujería a miembros de una secta conocida como los "benandanti", que afirmaban que, mientras dormían, sus espíritus salían a combatir contra las brujas. Los benandanti se consideraban a sí mismos buenos cristianos. Sus prácticas, sin embargo, según su principal estudioso, Carlo Ginzburg, parecen estar relacionadas con antiguos ritos de la fertilidad.

### Las víctimas
El número total de víctimas de la caza de brujas no puede ser establecido de modo completamente fiable, debido a que una gran cantidad de actas de juicios se han perdido y muchos procesos no se registraron nunca de forma oficial.
Los cálculos de la cantidad de personas quemadas por brujos o brujas varía según los distintos autores. En un estudio publicado en febrero de 2019 por Michel Porret, de la Universidad de Ginebra, se afirma que sobre los 110.000 procesos conocidos entre 1580 y 1640, el momento álgido de la caza de brujas en Europa, los jueces laicos sentenciaron a muerte de 60.000 a 70.000 justiciables sobre todo en los medios rurales. De ellos alrededor del 75% fueron mujeres. Según este historiador cerca de la mitad de la población europea fue afectada por la caza de brujas.
Los primeros cálculos que se hicieron tomaban literalmente algunas declaraciones de los cazadores de brujas en que se vanagloriaban del número de brujos y brujas que habían enviado a la muerte. En la actualidad no existe consenso, pero basados en las cifras parciales de que se dispone, algunos creen que el número total de procesos en Europa para toda la Edad Moderna podría llegar a ser 110.000, que habrían producido unas 60.000 ejecuciones.
La mayoría de los delitos que se les achacaban a los brujos eran imposibles según las leyes de la naturaleza. Es muy probable que en la mayoría de las víctimas, las acusaciones respondieran únicamente al hecho de haber sido delatadas por otros procesados sometidos a tortura, o a la reacción de la comunidad ante un hecho aparentemente inexplicable.
La mayoría de las personas procesadas por brujería fueron mujeres, especialmente en Inglaterra, aunque también se juzgó a bastantes hombres. En la mayor parte de las regiones de Europa, la proporción de mujeres sobrepasó el 75% y en algunas llegó incluso al 90%. Esto se explica en gran medida por el fuerte carácter misógino de muchos de los tratados sobre la brujería escritos en la época (como el antes mencionado Malleus maleficarum), que consideraban a las mujeres moralmente más débiles y presas más fáciles para el Diablo. Muchas de estas mujeres eran curanderas, aunque también cocineras y comadronas, así como las encargadas de cuidar niños, fueron objeto de la caza de brujas. Gran parte de ellas eran de edad avanzada, mayores de 50 años, lo que se ajusta al estereotipo tradicional de la bruja. La mayoría de las mujeres acusadas de brujería eran solteras o viudas, y en general pertenecían a los niveles más bajos de la sociedad.
No quiere esto decir que todas las personas ejecutadas en las cazas de brujas se ajustaran a este perfil. Muchos hombres fueron también ajusticiados bajo las mismas acusaciones, y en algunas regiones (en España, por ejemplo) el número de víctimas masculinas y femeninas fue bastante parejo, y en otros (como en Rusia) los hombres fueron mayoría. 
En Suiza hubo dos casos en los que se acusó y se llevó ante el juez a grupos de niños. En el primer proceso, los niños no fueron liberados hasta que intervinieron inquisidores de Roma. En el segundo, el tribunal civil obligó a los padres a elegir entre expulsar de casa a los niños y presentar un certificado de su muerte o envenenar ellos mismos a sus hijos. Parece ser que muchos padres efectivamente envenenaron a los hijos.
Sobre todo durante la Guerra de los Treinta Años (1618-1648) causó estragos la caza de brujas. La guerra, que se dirigía hacia su punto álgido, había devastado los campos, destruido las casas y diezmado a la población. El hambre y las enfermedades cobraban muchas vidas. Precisamente en este tiempo de guerra, mucha gente sospechaba de brujería y las denunciaba ante tribunales. 
Una de las últimas mujeres acusadas de brujería fue Anna Schnidenwind, que fue ajusticiada el 24 de abril de 1751 en Endingen am Kaiserstuhl (Alemania). Posiblemente la última muerte de una bruja en territorio del Sacro Imperio fue en 1756 en Landshut. El 4 de abril de 1775 se procesó a Anna Schwegelin en la colegiata de Kempten en el Allgäu. La sentencia del príncipe abad Honorius von Schreckenstein, al que gracias a un privilegio imperial le correspondía sentenciar en temas religiosos y civiles, no se llevó a cabo por razones desconocidas. En Suiza, la última bruja, Anna Göldin, fue ajusticiada en junio de 1782.
La última muerte documentada de una bruja en Centroeuropa fue en 1793 en el Gran Ducado de Posen. Pero aún en 1836 una presunta bruja fue sometida a la prueba del agua por los pescadores de la península de Hel. Ya que la bruja no se hundía, la ahogaron a la fuerza.

### Distribución geográfica
Los territorios que sufrieron con mayor intensidad la caza de brujas fueron los sometidos a la autoridad del Sacro Imperio Romano Germánico, para los cuales se barajan cifras de entre 20.000 y 30.000 ejecuciones, lo que supone un altísimo porcentaje del total (alrededor de un 40%). Dentro del Imperio, la persecución se centró fundamentalmente en los Estados del sur y del oeste, en una zona de unidades políticas muy fragmentadas, que incluye lugares como Wurzburgo, Bamberga, Eichstätt, Wurtemberg y Ellwangen, entre otros. Se trata de Estados de pequeño tamaño, que gozaban de una alta autonomía jurisdiccional: un ejemplo muy significativo es la Fürstprobstei de Ellwangen, un territorio diminuto en el que fueron ejecutadas 400 personas solo entre los años 1611 y 1618. Los Estados de mayor tamaño, como Austria, Baviera o Bohemia, fueron, en cambio, bastante más moderados en la caza de brujas. Un territorio del nordeste de Alemania que sufrió intensamente la persecución de la brujería fue el Ducado de Mecklemburgo, donde tuvieron lugar aproximadamente 4.000 juicios, que causaron unas 2.000 ejecuciones.
La Confederación Helvética fue otro de los lugares en los que se realizó una caza de brujas particularmente intensa. Se ha calculado que dentro de sus fronteras fueron ejecutadas unas 10 000 personas. Solo en el cantón de Vaud el número de ejecuciones superó las 3.000 (se trata, además, del lugar de Europa en el que se ha constatado un porcentaje más alto de ejecuciones con respecto al total de procesados (alrededor de un 90%).
La persecución fue también muy intensa en algunos territorios que nominalmente formaban parte del Imperio, pero que en la práctica gozaban de un elevado grado de autonomía: el Ducado de Lorena, el Franco Condado y los Países Bajos. En Lorena, Nicolas Rémy envió a la muerte a 800 brujas entre 1586 y 1595, y a más de 2.000 a lo largo de toda su carrera. 
En Francia, el número de ejecuciones, con ser elevado, fue significativamente menor que en los territorios del Imperio, aun cuando la población del país galo era solo ligeramente menor que la del Imperio. Levack sugiere una cifra de alrededor de 4.000 ejecuciones para los territorios efectivamente sometidos a la autoridad real, de las cuales la mayoría tuvieron lugar en la fase inicial de la caza de brujas, durante el siglo XVI. Debe tenerse en cuenta que en Francia las zonas más afectadas por la caza de brujas fueron regiones periféricas que se distinguían también por su resistencia al centralismo de la monarquía absoluta, lo cual se ha explicado de dos formas: bien porque la caza de brujas fue un modo de consolidar el poder central, bien porque la mayor independencia de estos territorios con respecto a la autoridad estatal posibilitó una mayor libertad en la actuación de los tribunales locales.
En las islas británicas (Inglaterra, Gales, Escocia e Irlanda) y en las colonias inglesas de América, la caza de brujas conoció una intensidad bastante menor que en los territorios alemanes. Su incidencia fue bastante menor que en los territorios centroeuropeos e incluso que en Francia. Para el conjunto de estos territorios, las cifras oscilan entre las 1.500 y las 2.500 ejecuciones. Debe destacarse, sin embargo, el caso particular de Escocia, donde hubo dos grandes cazas de brujas en los períodos 1590-1592 y 1661-1662. En Irlanda apenas hubo persecuciones. En cuanto a las colonias americanas, solo en Nueva Inglaterra puede hablarse de una auténtica caza de brujas, ya que en el resto de las colonias apenas hubo ejecuciones o no se produjeron en absoluto. La mitad de las 234 víctimas en Nueva Inglaterra corresponde al año 1692, fecha de los conocidos juicios de Salem. 
Para Escandinavia, Levack ha calculado un número total de alrededor de 5.000 procesos, de los cuales habrían resultado entre 1.700 y 2.000 ejecuciones. La parte del león corresponde a Dinamarca, donde hubo, según los cálculos más fidedignos, un total de 2.000 procesos y unas 1.000 ejecuciones. Bastante menor fue la cifra de ejecuciones en Suecia (unas 300), Noruega (sobre 350) y Finlandia (115), que en la época formaba parte de Suecia. La incidencia de la caza de brujas en Escandinavia fue bastante menor que la que tuvo en Centroeuropa; es bastante superior, en cambio, a la de los territorios británicos, si tenemos en cuenta que en los países escandinavos la población era algo menos de la mitad que en estos.
En el este de Europa, el fenómeno de la caza de brujas fue bastante tardío (la mayor parte de los procesos tuvo lugar en el último tercio del siglo XVII y el primer cuarto del XVIII). En líneas generales, puede decirse que la mayoría de los procesos tuvo lugar en zonas fronterizas con Alemania, o con una importante población alemana. La inmensa mayoría de las cazas de brujas de los países del este de Europa se concentró en Polonia. Aunque los procesos de Polonia no están todavía bien estudiados, algunos especialistas han cifrado las ejecuciones en 10 000, de las cuales la mayoría corresponden a la parte occidental del reino, con una fuerte influencia de Alemania, por lo que Levack se inclina a considerar la caza de brujas en Polonia como una extensión tardía de la alemana. En Hungría hubo un total aproximado de 1.500 procesos, de los cuales al menos 450 terminaron en ejecuciones. La mayor parte de los procesos se llevaron a cabo en el siglo XVIII. En cuanto a Rusia, la persecución de la brujería parece haberse desarrollado al margen de las teorías predominantes en Europa acerca de la asociación de las brujas con el Diablo, y el número de víctimas no parece haber sido tan elevado. Algo similar ocurrió en Transilvania y en las regiones de Valaquia y Moldavia, entonces bajo el dominio del Imperio otomano. En términos generales, puede decirse que en el Este de Europa la incidencia de la caza de brujas fue bastante menor en los territorios de religión ortodoxa. En los territorios europeos del Imperio Otomano, a excepción de los casos antes citados de Valaquia y Moldavia, no se llevaron a cabo cazas de brujas. 
Si exceptuamos estos últimos, la zona de Europa en la que hubo menos ejecuciones por brujería fue la región mediterránea. Si se excluyen las regiones alpinas de lengua italiana, entre Italia, España y Portugal (incluyendo los territorios ultramarinos en América de estos últimos), la cifra es muy baja: alrededor de 500. Esto no quiere decir que la brujería no se persiguiese en estos territorios: el número de procesos fue bastante elevado, pero el porcentaje de ejecuciones sobre personas encausadas fue muy bajo. Esto significa que en los países mediterráneos los procesos de brujería fueron tratados con bastante templanza, a diferencia de lo que ocurrió en otros lugares de Europa. La mayoría de los delitos juzgados en España, por ejemplo, fueron castigados con penas menores. Destaca especialmente la templanza con que la Inquisición llevó a cabo estos juicios, ya que la proporción de ejecuciones en procesos juzgados por los tribunales inquisitoriales es bastante menor que la de los juzgados por tribunales civiles. Además, en España no llegaron a existir cazas masivas, con la posible excepción de los procesos de Zugarramurdi (1610), en los que fue precisamente la Inquisición la que extinguió la psicosis que se había desencadenado por la intervención de los tribunales ordinarios.

## La lucha contra la caza de brujas
Las críticas a la caza de brujas comenzaron prácticamente al mismo tiempo que las persecuciones de la Edad Moderna. Al principio había sobre todo recelos por parte de los jueces y la administración por la creación de un sistema de juicios extraordinarios paralelo a los órganos jurídicos estatales.
La crítica contra la superstición que representaba la creencia en brujas apareció más tarde. Anterior a la Ilustración fue el jesuita Friedrich Spee von Langenfeld, catedrático en la Universidad Alma Ernestina en Rinteln, que escribió Cautio Criminalis en 1631. Fue el más influyente, aunque no el único, entre los que atacaron los procesos de brujería. Su libro era la respuesta a la obra estándar de la teoría de la brujería Processus juridicus contra sagas et veneficos, escrita por su colega en la universidad Hermann Goehausen en 1630.
El pastor protestante Anton Praetorius, predicador en la corte del Príncipe en Birstein, se comprometió en 1597 con la causa de las brujas y abogó por su liberación. Atacó de tal forma a los torturadores que paralizó el proceso y la última presa que seguía viva fue liberada. Es el único caso documentado en el que un religioso haya conseguido paralizar un proceso y la tortura a una bruja. En las actas aparece en antiguo alemán porque el cura local se ha opuesto de forma contundente a que se torture a las mujeres, se ha abandonado esta vez.
Como primer pastor reformado, Praetorius publicó bajo el nombre de su hijo Johannes Scultetus en 1598 el libro Von Zauberey vnd Zauberern Gründlicher Bericht (Informe exhaustivo de magia y magos) contra la locura de la caza de brujas y las torturas inhumanas. En 1602 se atrevió a poner su propio nombre en la segunda edición. En 1613 apareció la tercera edición con un prefacio escrito por él.
En 1635, el pastor Johann Matthäus Meyfart, catedrático en la facultad de Teología luterana de Erfurt, se opuso a la caza de brujas y a la tortura con su libro Christliche Erinnerung, An Gewaltige Regenten, vnd Gewissenhaffte Praedicanten, wie das abscheuwliche Laster der Hexerey mit Ernst außzurotten, aber in Verfolgung desselbingen auff Cantzeln vnd in Gerichtsheusern sehr bescheidlich zu handeln sey (Recuerdo cristiano a poderosos regentes y predicadores con conciencia de cómo eliminar en serio la falta de la brujería, pero cuya persecución en cancillerías y juzgados debe ser manejada con modestia).
El Hochnötige Unterthanige Wemütige Klage Der Frommen Unschültigen (Muy necesaria y sumisa lamentación de los piadosos inocentes) de Hermann Löher se editó en 1676, al finalizar la ola más dura de la persecución. Es relevante porque el autor ejerció en las décadas de 1620 y 1630 como voluntario en el sistema de persecución y a través de esa experiencia llegó a oponerse a la caza de las brujas. Por ello da la visión desde dentro del proceso y las luchas de poder que lo acompañan, lo que no se encuentra en textos de otros opositores.
En 1700, cuando los procesos a brujos ya se habían hecho escasos, el estudioso de Halle Christian Thomasius publica sus escritos contra la creencia en brujos. Sin embargo, el conocido médico Friedrich Hoffmann, también de Halle, estaba convencido todavía a principios del siglo XVIII en la posibilidad de que las brujas pudiesen causar enfermedades con encantamientos, en relación con los poderes sobrenaturales que les daba el Demonio.

## Historiografía
La caza de brujas ha sido tratada una y otra vez, tanto en los círculos de historiadores como en los políticos. 
Durante el Kulturkampf (lucha cultural) de los prusianos, se acusó a la iglesia católica como única culpable de la persecución de las brujas y se daba como número de muertos 9 millones, cifra a todas luces exagerada. 
Durante el Tercer Reich, la NSDAP y otros estamentos estimulaban los estudios sobre la brujería. Se intentaba convertir a las brujas en representantes de la primitiva religión germana, que había sido atacada por la Iglesia, pero, sobre todo en las SS, se formó un núcleo de oposición para el que las brujas eran Volksschädlinge, parásitos sociales, que habían sido eliminadas por una liga de hombres con la que se identificaban ellos mismos.
Bajo el manto del feminismo, se trató el tema de forma intensa en la década de 1980. En el siglo XXI, el estudio histórico se centra principalmente en la historia local y regional del fenómeno.

## La caza de brujas en la actualidad
También en regiones no cristianas o que han sido cristianizadas recientemente aparece una y otra vez la persecución de brujas, la brujería o de la magia.
Causaron revuelo los casos de los niños brujos del Congo. En el norte de Sudáfrica, sobre todo en regiones donde persisten las religiones tradicionales animistas, se acusa cada año a cientos de hombres y mujeres de brujería, personas que son a menudo asesinadas por las masas enfurecidas. La situación es particularmente prevalente en Tanzania, donde cada año entre 500 y 1.000 personas, en su mayoría mujeres, son acusadas de brujería y luego asesinadas, quemadas o mutiladas. El caso también se da en Kenia. En algunos estados africanos existen incluso leyes específicas contra la brujería.
Actualmente en las tribus indígenas de Papúa Nueva Guinea se han registrado casos de hombres acusados de causar la muerte de otras personas mediante brujería. Tales "brujos" son asesinados y comidos por los aldeanos, el canibalismo es considerado una forma de defensa frente al posible mal que pueda continuar haciendo el alma del brujo.
Las cazas de brujas todavía ocurren en la actualidad en algunos países en desarrollo. El proceso más generalizado actualmente es la acusación y asesinato masivo de mujeres ancianas acusadas de practicar la brujería en Tanzania. Entre 500 y 1.000 personas, en su mayoría mujeres, son asesinadas, quemadas vivas o mutiladas tras ser acusadas de ser brujas cada año en ese país.